# Tamás Bakócz
Tamás Bakócz (Erdőd, 1442 – Esztergom, 11 giugno 1521) è stato un cardinale e arcivescovo cattolico ungherese.

## Biografia

### I primi anni
Di umili origini, venne adottato ancora giovane da suo zio, Bálint Bakócz, che era sacerdote e come tale lo istruì a questa carriera. Dopo gli studi dai domenicani a Szatmárnémeti (oggi Satu Mare) e quindi a Breslavia, Ferrara e Padova, nel 1464 conseguì il dottorato in filosofia a Cracovia.
Divenuto chierico a Eger, divenne segretario del vescovo Gabriele Rangone, futuro cardinale, nel 1475, seguendolo nell'assalto di Breslavia del 1474, dove incontrò per la prima volta Mattia Corvino, Re d'Ungheria. Questi ebbe modo di lodare la capacità del giovane sacerdote ungherese e lo nominò proprio consigliere, poi segretario generale e successivamente fece pressione perché succedesse allo zio sacerdote nel ruolo di Prevosto di Tétel, a partire dal 1480.
Il 20 aprile 1486 divenne vescovo di Győr, giocando un ruolo importante nell'elezione a re di Ladislao II nel 1490. Nominato quindi cancelliere del Regno dal nuovo monarca nel 1490, divenne abate commendatario di Pannonhalma (1490-1492). Trasferito alla sede di Eger dal 9 giugno 1497, venne nominato a questa sede per merito dello stesso Re d'Ungheria, anche se il pontefice aveva già destinato a questa sede Ascanio Maria Sforza; ne nacque quindi una disputa che non venne risolta se non sei mesi più tardi, quando Bakócz venne promosso all'arcidiocesi di Strigonio, dal 20 dicembre 1497, molto più ricca ed influente.
Successivamente si accordò con Ippolito d'Este per un cambio di sede vescovile, divenendo quindi arcivescovo di Strigonio, e quindi primate d'Ungheria.

### Il cardinale Bakócz, uno degli uomini più influenti del suo tempo

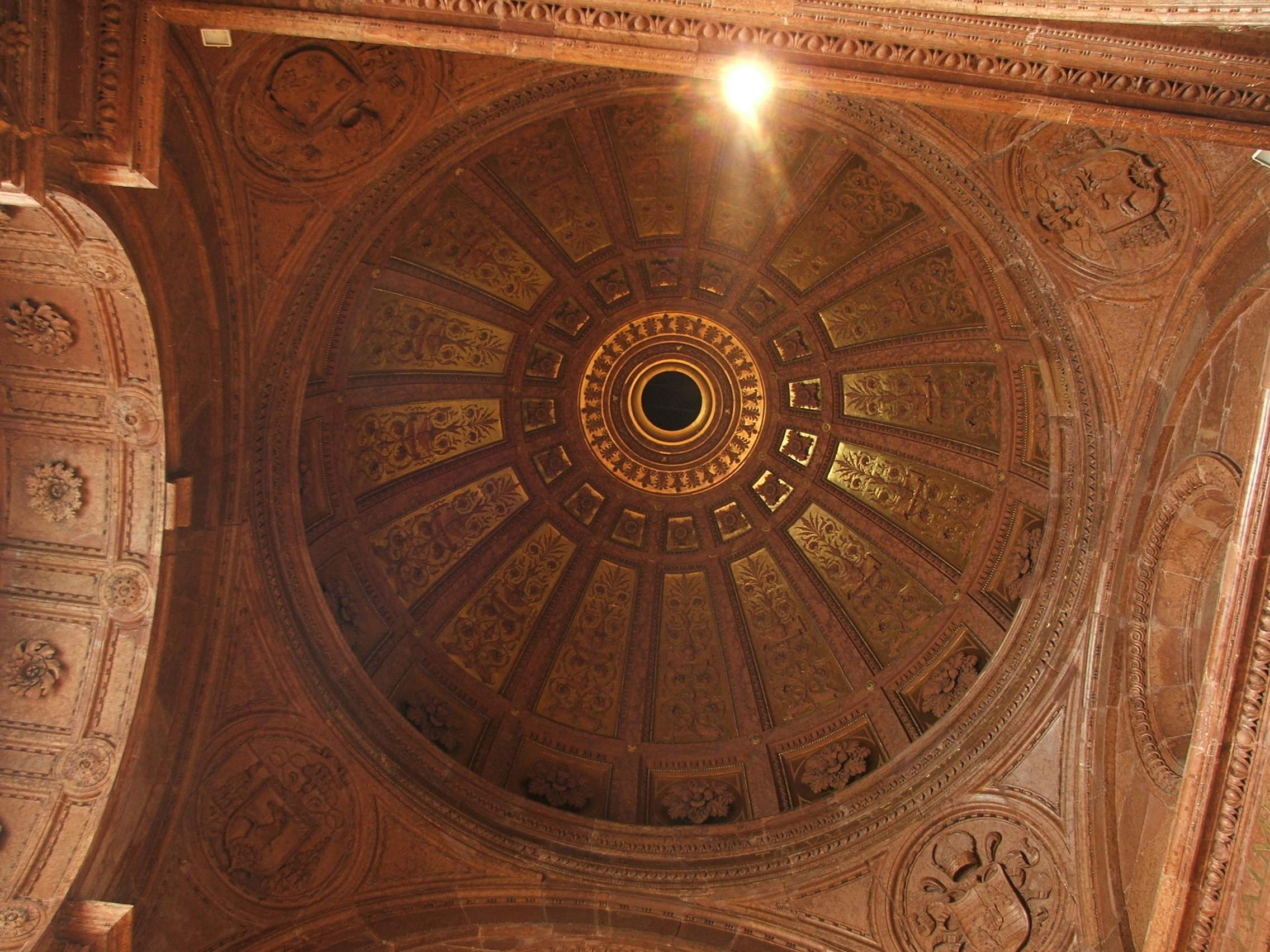
La cupola della Cappella Bakócz a Strigonio

Nel 1500, con l'appoggio di Venezia e su pressione ancora una volta del Re d'Ungheria, venne creato cardinale da papa Alessandro VI nel concistoro del 28 settembre di quello stesso anno, venendo pubblicato ufficialmente il 2 ottobre.
Il 5 ottobre 1500 ricevette la porpora cardinalizia ed il titolo dei Santi Silvestro e Martino ai Monti.
Durante il suo influente cardinalato, ottenne già dal maggio del 1501 che l'Ungheria si alleasse con lo Stato Pontificio, con Venezia e con il Regno di Spagna per condurre una comune guerra contro i Turchi che imperversavano senza sosta sul fronte orientale dei Balcani. Sotto l'aspetto della carriera ecclesiastica, egli non poté presenziare al conclave del 1503, che elesse papa Giulio II, ottenendo però dal 28 gennaio 1506 il permesso di conferire benefici ecclesiastici.
Nominato quindi Patriarca latino titolare della sede di Costantinopoli dal 30 ottobre 1507, nel maggio 1509 ricevette da Venezia (sua protettrice ed influente finanziatrice), di convocare un concilio contro il papa, il quale aveva ultimamente variato il proprio assetto diplomatico nei confronti della Serenissima, ma il cardinale Bakócz si rifiutò, preferendo aderire alla politica pontificia. Per la sua posizione, inoltre, nel 1511 riuscì a far mantenere neutrale l'Ungheria nel conflitto tra Venezia e la Lega di Cambrai, la quale era formata dalle armate del Papa, dalla Francia, dalla Spagna e dal Sacro Romano Impero. Del resto egli aveva mantenuto una condotta neutrale anche nel 1510 quando molti cardinali filo-veneziani si erano schierati contro la politica di Giulio II, il che si dimostrò ancora una volta una scelta vincente in quanto l'anno successivo il pontefice scomunicò i cardinali suoi oppositori e condanno il Concilio di Pisa, considerato scismatico, annunciando l'inaugurazione del Concilio Lateranense V per l'anno 1512.
Bakócz, dopo questi eventi, continuò a schierarsi dalla parte del Papa, venendo eletto cardinale protopresbitero nel novembre del 1511, venendo nel contempo richiamato a Roma, ove il 30 gennaio 1512 ebbe l'onore di celebrare una messa pontificale nella seconda sessione del Concilio Laterano V. Divenne così uno dei membri più influenti del concilio che andava svolgendosi, prodigandosi nello specifico di riformare la curia romana, partecipando poi al conclave del 1513 che elesse papa Leone X. Il nuovo pontefice concesse a Bakócz in commendam i canonicati di San Cuniberto e San Severino di Colonia, oltre alla parrocchia di Erkelenz, nella diocesi di Liegi. Legato "a latere" in Ungheria, Boemia e Poloni per promuovere una crociata contro i Turchi (15 luglio 1513), venne nominato visitatore apostolico per tutti i monasteri maschili e femminili della chiesa cattolica.

### La crociata di Leone X e gli ultimi anni

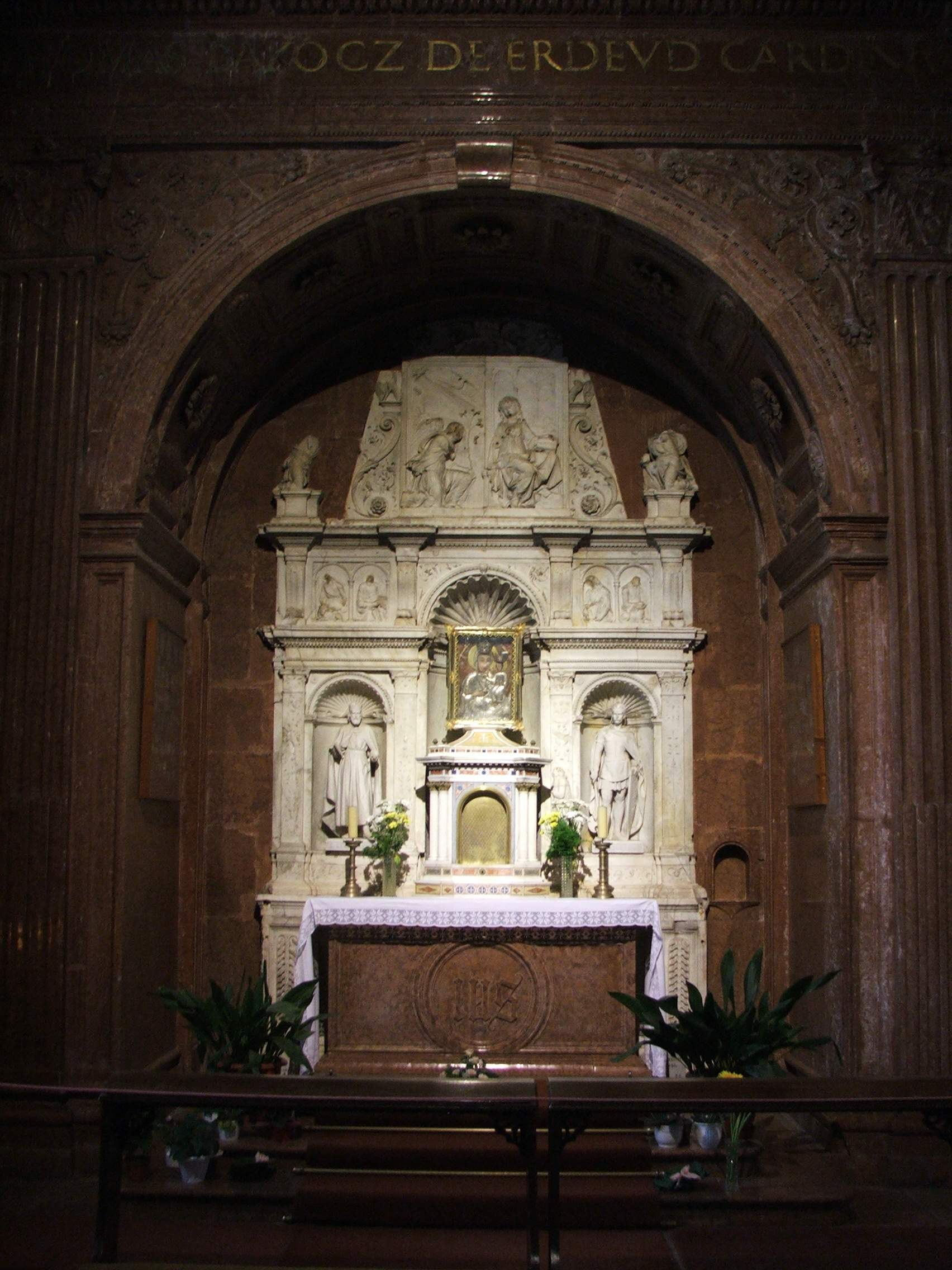
L'altare della Cappella Bakócz a Strigonio

Il 29 settembre 1513, direttamente dalle mani del Papa, egli ricevette speciali istruzioni circa il restauro dell'unità del clero boemo, già dilaniato dalle prime avvisaglie del protestantesimo. Egli lasciò Roma per l'Ungheria il 9 novembre 1513, soffermandosi nel suo viaggio al santuario della Madonna di Loreto. Nonostante i suoi grandiosi atti e l'impegno profuso, però, la sua opera di evangelizzazione contro i turchi nella promozione di una crociata contro l'infedele non ebbero i risultati sperati ed il 19 luglio 1518 il Papa decise di provare nuove strade per promuovere questi ideali, estendendo la sua legazione per un altro anno, nel quale però ebbe perlopiù un ruolo politico, essendo riuscito a sedare una rivolta scoppiata in Ungheria alla morte di Ladislao II ed alla salita al potere di suo figlio Luigi II d'Ungheria nel 1516. Per finanziare la sua corte fu necessario sottomettere alla sede di Strigonio il vescovato di Milkó e il Decanato dei Sassoni (fatto che sollevò molte critiche, favorendo più tardi la Riforma luterana nel paese). Anche la rivolta contadina guidata da György Dózsa, e i conseguenti sconvolgimenti nel paese, non facilitarono certo le sue ambizioni.
Dopo questi ultimi atti, si ritirò alla cura religiosa dell'arcidiocesi di Strigonio, ove chiamò degli architetti italiani per farvi erigere la cappella del Corpus Christi, che ancora oggi esiste, ma che è stata trasferita pietra su pietra nella nuova cattedrale edificata nel 1856: l'altare della cappella, realizzato in marmo rosso, venne scolpito finemente da Andrea Ferrucci, originario di Fiesole, nel 1519. Ritiratosi dalla scena pubblica nel 1519, morì nel 1521, alla vigilia della conquista ottomana dell'Ungheria, e venne sepolto nella stessa cappella che egli aveva fatto costruire su progetto di Giuliano da Sangallo.
Nella storia dei cardinali della Chiesa cattolica, egli viene ricordato per aver accumulato un numero talmente alto di titoli da essere il primo (e fino ad oggi l'ultimo) prelato ungherese ad avere qualche possibilità di esser nominato papa.

## Successione apostolica
La successione apostolica è:
- Vescovo Janos de Meliche, O.P. (1503)